# Cerkiew Zaśnięcia Najświętszej Marii Panny w Radymnie

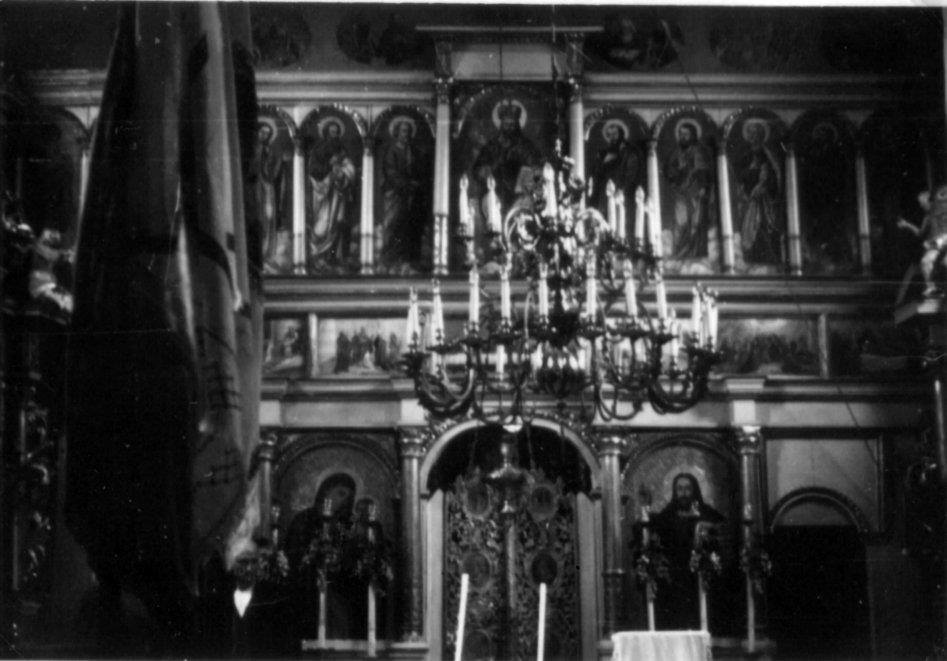
Ikonostas

Cerkiew pod wezwaniem Zaśnięcia Najświętszej Bogurodzicy (ukr. Храм Успення Пресвятої Богородиці) – cerkiew greckokatolicka w Radymnie przy ul. Cerkiewnej. W lipcu 1905 spaliła się cerkiew drewniana, wybudowana w 1806, gdy proboszczem parafii był ks. Ihnatyj Dawydowycz. Pożar wybuchł od łaźni żydowskiej i objął budynki probostwa greckokatolickiego i cerkiew. Przez rok służbę bożą odprawiano w kościele rzymskokatolickim. 

## Historia

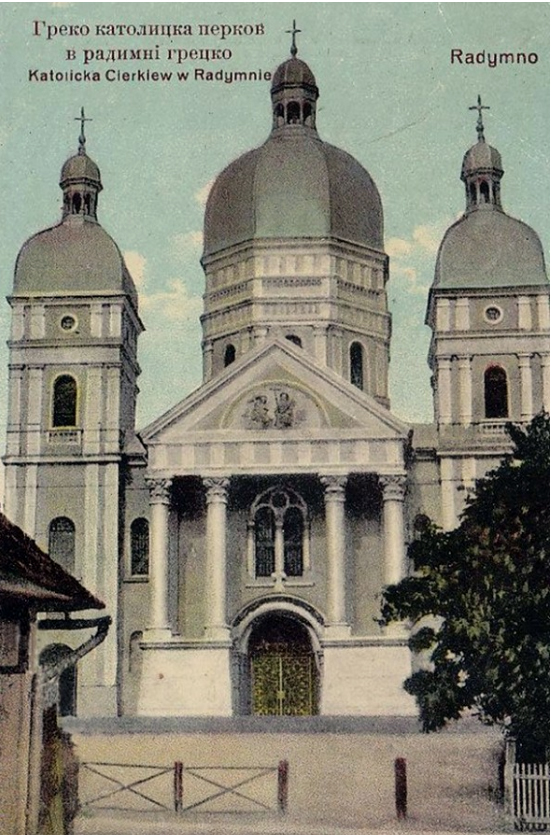
Cerkiew 1.08.1911

Jesienią 1906 przystąpiono do budowy nowej cerkwi. Autorem projektu był ukraiński architekt inż. Wasyl Nahirnyj, który zaprojektował ponad 200 cerkwi w Galicji. W 1907 budowa cerkwi utknęła na skutek konfliktu między komitetem budowy cerkwi a proboszczem parafii greckokatolickiej. W listopadzie w wyniku konfliktu odszedł ks. Nykołaj Prus-Wysniewskij, a przyszedł ks. Kornylij Kuzyk. On to dużą część funduszy pozyskał od polskich ofiarodawców oraz od władcy Austro-Węgier Franciszka Józefa I. Cesarską dotację upamiętniono marmurową tablicą umieszczoną przy wejściu do cerkwi. W 1911 budowę zakończono. 26 maja 1912 nową cerkiew poświęcił greckokatolicki biskup przemyski Konstiantyn Czechowycz.
W ciągu roku szkolnego 1910/1911 Jan Doliński wykonał projekty witraży w stylu narodowym (huculskim), projekt głównych drzwi wchodowych żelaznych, kratowych oraz hełmu wieżowego dla cerkwi.
W czasie I wojny światowej, zwłaszcza podczas bitwy pod Radymnem w 1915, cerkiew w wyniku ognia artyleryjskiego uległa znacznemu uszkodzeniu. Po remoncie kopuł, dopiero w 1929 świątynia została odnowiona. Parafia w Radymnie w 1938 liczyła 1232 wiernych (łącznie ze wsią Skołoszów oraz przedmieściami Radymna: Zagrody i Zasanie - 2380 wiernych).
O. Kornylij Kuzyk był także organizatorem świetlicy "Proswita" w Radymnie. 
Po odejściu w 1922 o. Kuzyka do parafii w Modryczy proboszczem został o. dr Mychajło Trochymczuk, wykładowca teologii w przemyskim greckokatolickim seminarium duchownym. W 1926 zastąpił go o. Nykołaj Hrycelak. 
Parafia greckokatolicka w Radymnie pw. Zaśnięcia Najświętszej Marii Panny wchodziła początkowo w skład dekanatu przemyskiego, a od roku 1898 – w skład dekanatu przemysko-podmiejskiego. W 1922 w wyniku reformy administracyjnej został utworzony dekanat radymniański. Do radymniańskiego dekanatu greckokatolickiego należały parafie: Bolestraszyce, Drohojów, Maćkowice, Małkowice, Nienowice, Ostrów, Radymno, Sośnica, Święte, Ujkowice, Walawa, Wyszatyce, Zaleska Wola, Zamiechów i Żurawica. Dziekanem został o. Andrij Borysewycz, proboszcz parafii w Drohojowie, a wicedziekanami: 
- w latach 1922–1925 – o. Ludwik Gaśko, proboszcz parafii w Małkowicach;
- w latach 1925–1945(?) – o. Wiktor Łapyczak, proboszcz parafii w Walawie;
- w latach 1936–1938 – o. Bohdan Osidacz, proboszcz parafii w Zamiechowie.

Po II wojnie światowej, gdy władze komunistyczne zdelegalizowały Kościół Greckokatolicki w Polsce, świątynia krótko służyła jako kościół rzymskokatolicki. W 1947 w cerkwi urządzono magazyn materiałów budowlanych, a w maju 1961 świątynię zburzono. Obecnie na jej miejscu znajduje się boisko szkolne, a w budynku plebanii był początkowo sklep, który został zburzony w tym samym czasie co cerkiew.

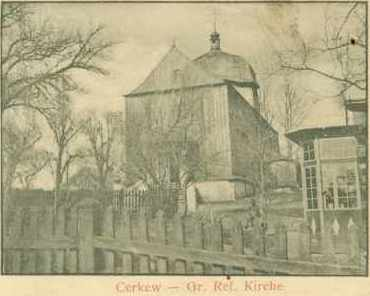
Drewniana cerkiew z lat 1806-1905

## Architektura
Cerkiew była świątynią orientowaną na wschód. Była to budowla klasycystyczna, nawiązująca także do baroku zachodniej i wschodniej Europy. Świątynia została zbudowana na planie krzyża łacińskiego, na przecięciu którego znajdowała się kopuła, umieszczona na wysokim bębnie. Wejście do świątyni miało formę klasycznego portyku kolumnowego, nad którym znajdował się tympanon z przedstawieniem Trójcy Świętej. Po obydwu stronach wejścia znajdowały się dwie wieże, służące jako dzwonnice.

## Proboszczowie
- Ihnatyj Dawydowycz
- Łukasz Turzański
- Teodor Łukaszewski
- Orest Czyrniański
- Maksimilian Kołpaczkewycz
- Ilarion Budzynowskij
- Nykołaj Prus-Wysniewskij
- Kornylij Kuzyk
- dr Mychajło Trochymczuk
- Nykołaj Hrycelak

## Wikarzy
- Konstantin Mochnacki
- Franciszek Wisłocki
- Mateusz Rydoszewski
- Gabriel Gałecki
- Justyn Żelechowski
- Joan Hołodyński
- Józef Rejnarowicz
- Mychaił Bodnar
- Aleksander Jarenkewycz
- Mychaił Dyczko
- Joan Kosonockij
- Petro Łuczenko
- Mychaił Kosonockij
- Erazm Aleksander Sprys
- Matwij Mokriwśkyj
- Iwan Czerkawśkyj